# 郭懷一事件
郭懷一事件（かくかいいちじけん）は1652年におきた、オランダ統治時代の台湾におけるオランダ統治に対する農民反乱。オランダの重税と下級官僚によるゆすりに苦しめられていた農民が蜂起したが、オランダ軍と台湾原住民の同盟軍に鎮圧された。

## 背景
オランダが台湾における中国の住民に対する課税は農民にとって負担が大きく、長らく不満の元となっていた。猟師の免許を持った人々は主な生産物であった鹿肉の価格下落で生活がさらに苦しくなった。免許の料金が下落する前の鹿肉の価格と連動していたためだった。さらに、中国人にしか課税されず台湾原住民には免除された人頭税とオランダ兵士による汚職が中国人住民を怒らせていた。

## 反乱
反乱の指導者は蔗糖業を務めていた郭懷一だった。彼は中国本土の泉州生まれで、オランダの文献では「五官懐一」（Gouqua FaijitまたはGouqua Faet）として知られている。彼は1652年9月17日に蜂起を計画していたが、密告により計画がオランダに漏れたため、蜂起を前倒しして竹により建築されていた普羅民遮城を攻撃した。9月7日の夜、竹やりを装備した農民たちは城に踏み入れたが、オランダ人は城中最も防御に適した場所であった厩舎に立てこもり、農民を撃退して被害を数人に留めた。
次の朝、120人のオランダ人銃士が普羅民遮城で立てこもっていたオランダ人を助けにきて、反乱軍を包囲して撃破した。行政長官のニコラス・ベーブルグが原住民に使者を送り、援軍を求めると、原住民は数千の大軍を送った。9月11日、熱蘭遮城に接近していた反乱軍がオランダ＝原住民連合軍に遭遇、ヨーロッパ人の装備が遥かに進んでいたこともあってオランダが勝利した。

## その後
反乱から数日間、郭懷一の反乱軍の残党は原住民に殺されるか、出身の村に戻された。郭懷一自身は銃殺ののち斬首にされ、その首は晒しとして吊るされた。5日間の反乱で台湾の中国人人口の10分の1にあたる4千人が殺された。オランダは普羅民遮城を強化し、竹の代わりに煉瓦の壁を建て、また中国人に対する監視を強めたが、反乱の原因であった重税や汚職には対処しなかった。
しかし、オランダに味方した台湾原住民は後に反逆した。フロンティア区域の原住民の村では1650年代にオランダに対する反乱がおきたが、これはオランダの強圧的な統治を原因とする。1652年12月、台北でオランダに対する原住民反乱がおき、オランダ人通訳が処刑され、後の戦闘でさらにオランダ人2人が亡くなったが、塩と鉄の禁輸により原住民は翌年2月に屈服した。
さらに、1661年からのゼーランディア城包囲戦で原住民は国姓爺の中国軍に味方した。国姓爺が恩赦を与えると原住民はその後も味方し、オランダ人を処刑したり、オランダの教科書を捨てたりした。